# Batalla de Beaumont
La batalla de Beaumont es va lliurar el 30 d'agost de 1870 entre les forces franceses i prussianes durant la Guerra francoprussiana, sortint-ne derrotats els exèrcits francesos.
Els contendents de la batalla van ser el V Cos d'Exèrcit francès, sota el comandament del general Pierre Louis Charles de Failly, i el IV i XII Cos d'Exèrcit alemany (la majoria d'ells no prussians), al comandament del rei Jordi I de Saxònia. Els francesos van ser sorpresos en els seus acantonament i empesos fins al riu Mouzon, comptabilitzant 4.800 baixes franceses per 3.500 alemanyes.